# كليمنت إندرسن
كليمنت إندرسن (بالنرويجية البوكمول: Clement Endresen)‏ هو قاضي ومحامي نرويجي، ولد في 8 نوفمبر 1949 في ستافانغر في النرويج.